# Чепаніхинський могильник
Чепані́хинський могильник — археологічна пам'ятка на території Зав'яловського району Удмуртії, Росія.

## Розташування
Могильник знаходиться на північній околиці присілка Чепаніха, на невеликому підвищенні на лівому березі річки Розсоха.

## Історія дослідження
Влітку 1958 року до Удмуртського республіканського краєзнавчого музею, що в Іжевську, була доставлена еполетоподібна застібка пізнього типу, яка була знайдена місцевими жителями присілка Чепаніха під час земляних робіт. За переказами місцевих жителі у місці знахідки застібки було викопано також кістяк. Того ж року місце знахідки було досліджене Стояновим В. Є., який відкрив 3 поховання.

## Поховання
У першому похованні на глибині 30 см була прямокутна могильна яма із закругленими кутами. У північній частині вона була частково зруйнована, тому розміри її зменшились до 195х60 см. На глибині 60 см був знайдений чоловічий кістяк, що лежав на спині головою на північний схід, його верхні кінцівки були прикладені до тулуба. Біля лівого стегна лежав залізний ніж довжиною 13 см з вузьким лезом та трохи вигнутою спинкою, а між кістками тазу лежала овальна залізна пряжка. У засипці ями було знайдено декілька уламків глиняних посудин світлоохристого кольору з гладкою поверхнею, глина якої мала органічні домішки.
Праворуч від першої могильної ями на глибині 30 см було знайдене прямокутне поховання підлітка із закругленими кутами. Розміри ями — 210х50 см, глибина 50 см. У західній частині вона перекривалась могильною ямою першого поховання. Кістяк, кістки якого збереглись погано, лежав на спині головою на північний схід, череп поламаний, ліва верхня кінцівка лежала уздовж тулуба, права — на тазі. З лівого боку вище таза знаходилась залізна овальна поясна пряжка, поряд з нею — ще одна з вузькою пластинкою для ременя. На тазових кістках лежала вигнута підвіска та кістяний орнаментований дріт довжиною 18,5 см.
За 1,5 м на південний захід від перших поховань на глибині 25 см знаходилась третя могильна яма з чоловічим кістяком. Яма прямокутна з трохи закругленими кутами розмірами 185х70 см та глибиною 65 см. Кістяк лежав на спині головою на південний захід. Кістки верхніх кінцівок, хребці та ребра були сильно зміщені. Череп та нижні кінцівки збереглись добре. Праворуч біля плеча лежав ніж довжиною 15 см, схожий на ніж із першого поховання. Серед хребців та ребер в районі поясу лежала овальна залізна пряжка та пряжка з пластинкою для ременя. Обидві пряжки схожі на пряжки з другого поховання. Біля лівого стегна лежала залізна пластинка без форми. Ліворуч біля нижніх кінцівок лежав кістяний наконечник стріли у вигляді тригранної піраміди висотою 3,1 см та залізний гачок.

## Артефакти
Усі дослідження артефактів вказують їхню приналежність до [ІІІ століття|[ІІІ]]-V століття та особливості поховання, характерні мазунінської культури.

### Застібка
Найціннішим артефактом з могильника є еполетоподіба застібка, яка має овальну задню бляху з костильком, пласкі стержні та трапецієподібний передній щиток з гачком. Загальна довжина застібки 15 см, ширина до 9 см. Овальна задня бляха складається з гладкого поля із трохи вигнутим умбончиком в центрі, обмеженого пояском з 17 напівкулястих вигинів. З внутрішнього та зовнішнього боків пояска розміщені стрічки з насічками, які імітують шнур. З'єздувальних джгутів шість, усі вони пласкі та з поперченими косими насічками. Передня трапецієподібна пластинка поділена на 2 орнаментальних поля. Заднє поле обмежене бортиком з насічками, на передньому — 9 рельєфних смужок з насічками, які також імітують шнурові відбитки.
Оригінальна техніка виготовлення застібки, так як вона відлита частинами — з'єднувальні стержні, задня бляха та передній щиток окремо. Поєднання окремих частин здійснювалось за допомогою залізних пластин товщиною 0,5 мм. По краю всієї застібки проходить пластинка залита міддю. Чотири середні стержні також мають залізні пластинки всередині, які виведені назовні та накладені зі зворотного боку задньої овальної бляхи майже на всю її довжину. Закріплені вони за допомогою відлитих скобочок. На передньому трапецієподібному щитку ці пластини прослідковуються на 5 мм і не виглядають назовні. На передньому щитку зі зворотного боку три залізні пластини, які також прикріплені в середній частині скобками, а кінці запаяні.
Такі еполетоподібні застібки характерні для пам'яток п'яноборської та азелінської культур. У п'яноборських комплексах зустрічаються застібки, які мають круглу задню бляху та передній щиток трикутної форми, а також умбончик на задній блясі. Застібки з овальною задньою бляхою та трапецієподібним щитком дуже масивні, великого розміру та мають багато з'єднувальних стержнів. Застібки п'яноборського типу датуються кінцем ІІ-початком ІІІ століття. Застібка із Чепаніхинського могильника за формою близька азелінській культурі, які відносяться до ІІІ-V століття, але в техніці виготовлення прослідковуються п'яноборські традиції — виготовлення окремих частин, з'єднання стержнів до пластинок за допомогою скобок. Все це дозволяє віднести чепаніхинську застібку до раннього післяп'яноборського часу і датувати в межах ІІІ століття.

### Інші артефакти
Окрім застібки в похованні були знайдені й інші речі, близькі до п'яноборської культури. Серед них виділяється кістковий втульчастий тригранний наконечник стріли. Такі наконечники зустрічаються в п'яноборських пам'ятках, були знайдені і в Сайгатському могильнику мазунінської культури.
Кісткова проколка з другого поховання схожа на таку ж, яка була знайдена в Суворовському могильнику на річці Вятка азелінської культури. Залізні пряжки з овальним кільцем та пластиною для ременя поширені в похованнях мазунінської та азелінської культур. Мідна вигнута пронизка з прорізами та залізний гачок типові для мазунінської культури.